# Liste des maires de Vernouillet (Eure-et-Loir)
Cet article dresse une liste par ordre de mandat des maires de Vernouillet.

## Liste des maires
| Période                                  | Période  | Identité                    | Étiquette    | Qualité |
| ---------------------------------------- | -------- | --------------------------- | ------------ | --- |
| Les données manquantes sont à compléter. |          |                             |              | |
| 1790                                     |          | Simon Peau                  |              | |
| 1790                                     | 1792     | Pierre Aulet                |              | |
| 1793                                     | 1793     | M. Dageon                   |              | |
| 1793                                     | 1794     | Simon Barrier               |              | |
| 1795                                     |          | François Memont             |              | |
| 1796                                     |          | Noël Claye                  |              | |
| 1797                                     |          | Augustin Hector             |              | |
| 1798                                     |          | Jean Poulain                |              | |
| 1800                                     | 1813     | M. Deshayes des Blanchards  |              | |
| 1813                                     | 1816     | François Aureau             |              | |
| 1816                                     | 1821     | Charles Decoynart           |              | |
| 1822                                     | 1830     | François Aureau             |              | |
| 1831                                     | 1860     | Louis François Memont       |              | |
| 1860                                     | 1870     | François Nicolas Grossain   |              | |
| 1870                                     | 1881     | Léon Houdard                |              | |
| 1881                                     | 1884     | M. Chapet                   |              | |
| 1884                                     | 1896     | Joseph Marie Bulet          |              | |
| 1896                                     | 1900     | Jules Poulain               |              | |
| 1900                                     | 1908     | Ferdinand Rebours           |              | |
| 1908                                     | 1913     | Armand Dupont               |              | |
| 1913                                     | 1945     | Louis Jules Georges Poulain |              | |
| 1945                                     | 1947     | Suzanne Bureau              | PCF          | Garde-barrière, résistante |
| 1947                                     | 1953     | Henri Dupont                |              | |
| 1953                                     | 1997     | Maurice Legendre            | SFIO puis PS | Agriculteur-apiculteur Conseiller général d'Eure-et-Loir (1967-1998) Conseiller régional Suppléant du député Émile Vivier (1967-1968) Député (1973-1978)  |
| 1997                                     | 2020     | Daniel Frard,               | PS           | Retraité de l'enseignement Conseiller général du canton de Dreux-Sud (1998-2015) Officier des Palmes académiques, Chevalier de l'ordre national du Mérite |
| 2020                                     | En cours | Damien Stépho               | PS           | Quatrième Vice-Président de l'agglomération |